# Dalmannia aculeata
Dalmannia aculeata är en tvåvingeart som först beskrevs av Carl von Linné 1761.  Dalmannia aculeata ingår i släktet Dalmannia och familjen stekelflugor.
Artens utbredningsområde är Sverige. Inga underarter finns listade i Catalogue of Life.